# Dieter Kürschner
Dieter Kürschner (* 24. Juni 1935 in Hainichen; † 15. März 2013) war ein deutscher Autor, Militärhistoriker und Heimatforscher. Er erforschte umfassend die Militärgeschichte Leipzigs als Garnisonsstadt.

## Leben
Dieter Kürschner war der Sohn eines Kohlenhändlers in Hainichen. Aufgrund des frühen Todes seiner Eltern musste er die Oberschule Frankenberg vor dem Abitur verlassen.
Der Besuch der Offiziersschule Großenhain war der Beginn seiner militärischen Laufbahn in der Nationalen Volksarmee der DDR. Kürschner absolvierte ein Studium an der NVA-Militärakademie „Friedrich Engels“ in Dresden. Nach der Aspirantur am Militärgeschichtlichen Institut der DDR in Potsdam wurde er 1987 mit dem militärhistorischen Thema „Zur Geschichte des Militärbezirks III von 1956-1961“ zum Dr. phil. promoviert. 1991 wurde er im Rang eines Oberstleutnants in den Ruhestand versetzt.
Seitdem widmete er sich der Erforschung der Geschichte der Stadt Leipzig mit dem Schwerpunkt Militärgeschichte.

## Veröffentlichungen

### Als Autor
- Totschweigen ist die passive Form von Rufmord. Aus dem Nachlass herausgegeben von Manfred Hötzel und Frank Kimmerle. Edition Hamouda, Leipzig 2016, ISBN 978-3-95817-022-3[5]
- Leipzig als Garnisonsstadt 1866–1945/49. Aus dem Nachlass herausgegeben von Ulrich von Hehl und Sebastian Schaar, 726 Seiten. Universitäts-Verlag, Leipzig 2015, ISBN 978-3-86583-907-7
- Zur Geschichte der Leipziger Garnison und der Kasernen in der Pleißestadt. In: Markus Cottin / Detlef Döring / Cathrin Friedrich (Hg.): Stadtgeschichte – Mitteilungen des Leipziger Geschichtsvereins. Jahrbuch 2008, S. 159–183
- Geschichte der Kaserne an der Georg-Schumann-Straße. Bürgerverein Gohlis, Leipzig 1999
- Garnison und Garnisonsstadt Leipzig 1866 bis 1914. Leipziger Geschichtsverein, Leipzig 1993
- In Massegrägrebern verscharrt Leipziger_Volkszeitung, 9. Mai 2012.

### Als Ko-Autor
- Straßennamen in Gohlis, Bürgerverein Gohlis, Leipzig 2011
- Leipziger Denkmale
  - Band 1, Sax-Verlag, Beucha 1998, ISBN 978-3-930076-71-0
  - Band 2, Sax-Verlag, Beucha 2009, ISBN 978-3-86729-036-4

### Serie
- Neunteilige Serie von Dieter Kürschner über die Kaserne Möckern, veröffentlicht in Viadukt, Bürgerzeitung für Möckern und Wahren, erschienen zwischen April 1997 und Juli 1999:
  - Teil 1, PDF (archivierte Webseite), Druckseite 5
  - Teil 2, PDF (archivierte Webseite), Druckseite 5
  - Teil 3, PDF (archivierte Webseite), Druckseite 14
  - Teil 4, PDF (archivierte Webseite), Druckseite 14
  - Teil 5, PDF (archivierte Webseite), Druckseite 14
  - Teil 6, PDF (archivierte Webseite), Druckseite 14
  - Teil 7, PDF (archivierte Webseite), Druckseite 10
  - Teil 8, PDF (archivierte Webseite), Druckseite 10
  - Teil 9, PDF (archivierte Webseite), Druckseite 6